# 绢毛唐松草
绢毛唐松草（学名：Thalictrum brevisericeum）为毛茛科唐松草属下的一个种。

## 扩展阅读
- 維基物種上的相關：绢毛唐松草